# Aedes mansouri
Aedes mansouri är en tvåvingeart som beskrevs av Qutubuddin 1959. Aedes mansouri ingår i släktet Aedes och familjen stickmyggor.
Artens utbredningsområde är Sudan. Inga underarter finns listade i Catalogue of Life.